# Callistethus buddahnus
Callistethus buddahnus är en skalbaggsart som beskrevs av Miyake 1989. Callistethus buddahnus ingår i släktet Callistethus och familjen Rutelidae. Inga underarter finns listade.